# دابنیک
دابنیک (به بلغاری: Dabnik) یک منطقهٔ مسکونی در بلغارستان است که در پوموریه واقع شده‌است.